# Константинов, Александр Константинович
Александр Константинович Константинов (1910—1994) — полковник пограничных войск КГБ СССР, Герой Советского Союза.

## Биография
Родился 9 марта 1910 года в деревне Зинаидово (ныне — в сельском поселении Медведево, Ржевский район Тверской области) в крестьянской семье. Русский. Окончил сельскую школу. Работал на фабрике «Приводной ремень» в Москве. Член ВКП(б)/КПСС с 1941 года.
В пограничных войсках ОГПУ НКВД с 1932 года. Участник подавления Кумульского восстания в провинции Синьцзян Китайской республики. В 1937 году окончил Саратовское военное училище пограничной и внутренней охраны НКВД СССР. Участник Польского похода Красной армии 1939 и присоединения Бессарабии к СССР. Был командиром самой западной заставы Советского Союза в Перемышле. Участник Великой Отечественной войны с июня 1941 года.
Помощник начальника штаба 1-й пограничной комендатуры (25-й Кагульский пограничный отряд, Молдавский пограничный округ Войск НКВД) старший лейтенант Александр Константинов 22 июня 1941 года принял на себя руководство обороной пограничной заставы № 5 у города Кагул (Молдавия), вблизи села Стояновка. В течение дня застава под его командованием отразила одиннадцать атак противника.
24 июня 1941 года старший лейтенант Константинов вместе со своими бойцами отбил у врага железнодорожный мост через реку Прут, лично уничтожив при этом два пулемётных расчёта противника.
Указом Президиума Верховного Совета СССР «О присвоении звания Героя Советского Союза начальствующему и рядовому составу войск НКВД СССР» от 26 августа 1941 года за «образцовое выполнение боевых заданий командования на фронте борьбы с германским фашизмом и проявленные при этом отвагу и геройство» удостоен звания Героя Советского Союза с вручением ордена Ленина и медали «Золотая Звезда» (№ 618).
В 1950 году герой-пограничник окончил Военный институт МВД, служил в пограничных войсках. С 1959 года полковник А. К. Константинов — в отставке. Жил в Одессе, работал в Черноморском морском пароходстве, а потом в Украинском обществе слепых (УТОС). Скончался 16 июня 1994 года. Похоронен в Одессе на Новогородском (Таировском) кладбище.
Награждён орденами Ленина, Красного Знамени, Отечественной войны 1-й и 2-й степени, 2 орденами Красной Звезды, медалями.
В честь героя установлен памятник на пограничной заставе в селе Стояновка (ныне Республика Молдова).  